# زناميا أوكتيابريا
زناميا أوكتيابريا (بالروسية: Знамя Октября) هي مدينة في مقاطعة موسكو أوبلاست في روسيا. يبلغ عدد سكانها حوالي 6489 نسمة.